# Michal Tomek
Michal Tomek (* 18. října 1965) je bývalý český hokejový útočník.

## Hráčská kariéra
První hokejové krůčky začínal ve svých pěti let v tehdejším klubu TJ Gottwaldov. Za Gottwaldov postupem časů prošel všemi mládežnickými kategoriemi a premiérové sezony za A-tým se dočkal v ročníku 1983/84, ve kterém dostal příležitost ke dvanácti zápasům. Následující sezonu pod novým hlavním trenérem Zdeňkem Uhrem a příchodu mladého útočníka z Opavy Radima Raděviče, vytvořila se čtvrtá mladá útočná formace ve složení Tomek, Kapusta a Raděvič. Této formaci se říkalo úderná formace mladých pušek. Tato sezona se stala historicky nejúspěšnější pro Gottwaldov, zisk bronzových medailí. S Kapustou si ještě zahrál v mistrovství světa juniorů 1985, kde získali stříbrné medaile. Pro příští sezonu se formace rozpadla, Tomek musel povinně odejít na dva roky do vojenského klubu ASD Dukla Jihlava, v kterém působil v B-týmu. Po odsloužené dvouleté povinné vojenské zprávy, se vrátil zpátky do mateřského celku Gottwaldov. Během působení v Gottwaldově byl několikrát poslán na výpomoc celku TJ Baník Hodonín. Od roku 1992 již oblékal dres celku TJ Zbrojovka Vsetín, který nastartoval později historicky nejúspěšnější jízdu za tituly české nejvyšší soutěži. Po postupu Vsetína do nejvyšší soutěži, se nadále podílel na jejich úspěších, se Vsetínem získal tři zlaté medaile. I když v poslední sezoně za Vsetín 1996/97 odehrál 18 zápasů za HC Olomouc. Sezonu 1997/98 strávil ve Slezanu Opava, který hrál ve spodní části tabulky a bojoval o udržení, kterou nakonec zvládl. Třetí a poslední návrat do mateřského týmu oznámil před sezonou 1998/99. V útoku hrával společně s Petrem Leškou a Tomášem Němčickým. Se Zlínem nakonec získal stříbrnou medaili a uzavřel tak svou sbírku medailí. Závěrečnou část hokejové kariéry odehrál v nižší německé soutěži za celek TuS Geretsried. V roce 2001 se ještě objevil v českém turnaji Tipsport Hockey Cup, odehrál sedm zápasů za SKLH Žďár nad Sázavou.

## Ocenění a úspěchy
- 1994 1.ČHL – Nejlepší střelec
- 1994 Postup s týmem TJ Zbrojovka Vsetín do ČHL

## Prvenství
- Debut v ČHL - 16. září 1994 (HC Olomouc proti HC Dadák Vsetín)
- První asistence v ČHL - 16. září 1994 (HC Olomouc proti HC Dadák Vsetín)
- První gól v ČHL - 4. října 1994 (HC Kladno proti HC Dadák Vsetín, brankáři Tomáši Vokounovi)
- První hattrick v ČHL - 28. října 1994 (HC Dadák Vsetín proti HC Slavia Praha)

## Klubová statistika
| Sezóna       | Klub                      | Soutěž       |     | Základní část | Základní část | Základní část | Základní část | Základní část |    | Play off | Play off | Play off | Play off | Play off |
| Sezóna       | Klub                      | Soutěž       | Z   | G             | A             | B             | TM            | Z             | G  | A        | B        | TM       |          |          |
| 1983-84      | TJ Gottwaldov             | ČSHL         | 12  | 2             | 1             | 3             | 2             | —             | —  | —        | —        | —        |          |          |
| 1984-85      | TJ Gottwaldov             | ČSHL         | 30  | 3             | 4             | 7             | 4             | —             | —  | —        | —        | —        |          |          |
| 1985-86      | ASD Dukla Jihlava B       | 1.ČSHL       |     | 21            |               |               |               | —             | —  | —        | —        | —        |          |          |
| 1986-87      | HC Dukla Jihlava B        | 1.ČSHL       |     | 11            |               |               |               | —             | —  | —        | —        | —        |          |          |
| 1987-88      | TJ Gottwaldov             | ČSHL         | 44  | 10            | 11            | 21            | 12            | —             | —  | —        | —        | —        |          |          |
| 1988-89      | TJ Gottwaldov             | ČSHL         | 37  | 9             | 4             | 13            | 8             | —             | —  | —        | —        | —        |          |          |
| 1988-89      | TJ Baník Hodonín          | 2.ČSHL       |     |               |               |               |               | —             | —  | —        | —        | —        |          |          |
| 1989-90      | TJ Zlín                   | ČSHL         | 43  | 9             | 7             | 16            |               | —             | —  | —        | —        | —        |          |          |
| 1990-91      | SK Zlín                   | ČSHL         | 32  | 8             | 7             | 15            | 13            | —             | —  | —        | —        | —        |          |          |
| 1990-91      | SHK Hodonin               | 1.ČSHL       |     |               |               |               |               | —             | —  | —        | —        | —        |          |          |
| 1992-93      | TJ Zbrojovka Vsetín       | 1.ČSHL       |     | 20            | 26            | 46            |               | —             | —  | —        | —        | —        |          |          |
| 1993-94      | TJ Zbrojovka Vsetín       | 1.ČHL        |     | 29            | 23            | 52            |               | —             | —  | —        | —        | —        |          |          |
| 1994-95      | HC Dadák Vsetín           | ČHL          | 42  | 19            | 15            | 34            | 12            | 11            | 5  | 3        | 8        | 4        |          |          |
| 1995-96      | HC Dadák Vsetín           | ČHL          | 33  | 14            | 10            | 24            | 28            | 12            | 5  | 4        | 9        | 0        |          |          |
| 1996-97      | HC Petra Vsetín           | ČHL          | 27  | 10            | 10            | 20            | 16            | 10            | 2  | 3        | 5        | 2        |          |          |
| 1996-97      | HC Olomouc                | ČHL          | 18  | 8             | 6             | 14            | 4             | —             | —  | —        | —        | —        |          |          |
| 1997-98      | HC Slezan Opava           | ČHL          | 42  | 3             | 3             | 6             | 16            | —             | —  | —        | —        | —        |          |          |
| 1998-99      | HC ZPS-Barum Zlín         | ČHL          | 49  | 13            | 16            | 29            | 40            | 11            | 0  | 1        | 1        | 0        |          |          |
| 1999-00      | HC Barum Continental Zlín | ČHL          | 48  | 7             | 10            | 17            | 12            | 1             | 0  | 0        | 0        | 0        |          |          |
| 2000-01      | TuS Geretsried            | GER3         | 49  | 31            | 26            | 57            | 6             | —             | —  | —        | —        | —        |          |          |
| Celkem v ČHL | Celkem v ČHL              | Celkem v ČHL | 259 | 74            | 70            | 144           | 128           | 45            | 14 | 11       | 25       | 6        |          |          |

## Turnaje v Česku
| Rok    | Tým                   | Liga         | Z | G | A | B | TM |
| ------ | --------------------- | ------------ | - | - | - | - | -- |
| 2001   | SKLH Žďár nad Sázavou | Tipsport Cup | 7 | 1 | 0 | 1 | 2  |
| Celkem | Celkem                | Celkem       | 7 | 1 | 0 | 1 | 2  |

## Reprezentace
| Rok    | Tým               | Soutěž | Z | G | A | B | TM |
| ------ | ----------------- | ------ | - | - | - | - | -- |
| 1985   | Československo 20 | MSJ    | 7 | 1 | 2 | 3 | 2  |
| Celkem | Celkem            | Celkem | 7 | 1 | 2 | 3 | 2  |